# Black Beach (film)
Pour la prison africaine, voir Black Beach.
Pour plus de détails, voir Fiche technique et Distribution.
Black Beach est un film espagnol réalisé par Esteban Crespo, sorti en 2020.

## Synopsis
Carlos, un homme d'affaires, est choisi par la direction de son entreprise pour négocier la libération d'un ingénieur américain travaillant dans l'industrie pétrolière et qui a été enlevé dans un État insulaire d'Afrique. Cette mission le confronte à son vécu 10 ans auparavant dans ce pays.

## Fiche technique
- Titre : Black Beach
- Réalisation : Esteban Crespo
- Scénario : Esteban Crespo et David Moreno
- Musique : Arturo Cardelús
- Photographie : Ángel Amorós
- Montage : Miguel Doblado et Fernando Franco
- Production : David Naranjo
- Société de production : Pris and Batty Films, Crea SGR, Lazonafilms, Macaronesia Films, Nectar Media et Scope Pictures
- Pays :  Espagne,  Belgique et  États-Unis
- Genre : Action, drame et thriller
- Durée : 110 minutes
- Dates de sortie : 
  - Espagne : 25 septembre 2020
  - France : 14 janvier 2021

## Distribution
- Raúl Arévalo : Carlos
- Paulina García : Elena
- Candela Peña : Ale
- Claude Musungayi : Graham
- Babou Cham : le général Guillermo Mba
- Lidia Nené : Lucía
- Melina Matthews : Susan
- Emilio Buale : León Ndong
- Mulle Jarju Salvador : Gregorio Ndong
- Aída Wellgaye : Ada
- Jimmy Castro : Calixto Batete
- Fenda Drame : Eva
- Dairon Tallon : Calixto Jr.
- Teresita Evuy : Mamá Claudina
- Olivier Bony : Sigalot
- Bella Agossou : Bebe
- Fred Tatien : Douglas
- Antonio Buíl : Stephan
- John Flanders : Donovan
- Luka Peroš : le négociateur
- Thimbo Samb : Bernardo
- Papis Diouf : l'ami de León
- Julius Cotter : Ronald, l'envoyé de l'ONU
- Ronnie Commissaris : M. Finn

## Distinctions
Le film a été nommé pour six prix Goya.